# École Katsukawa

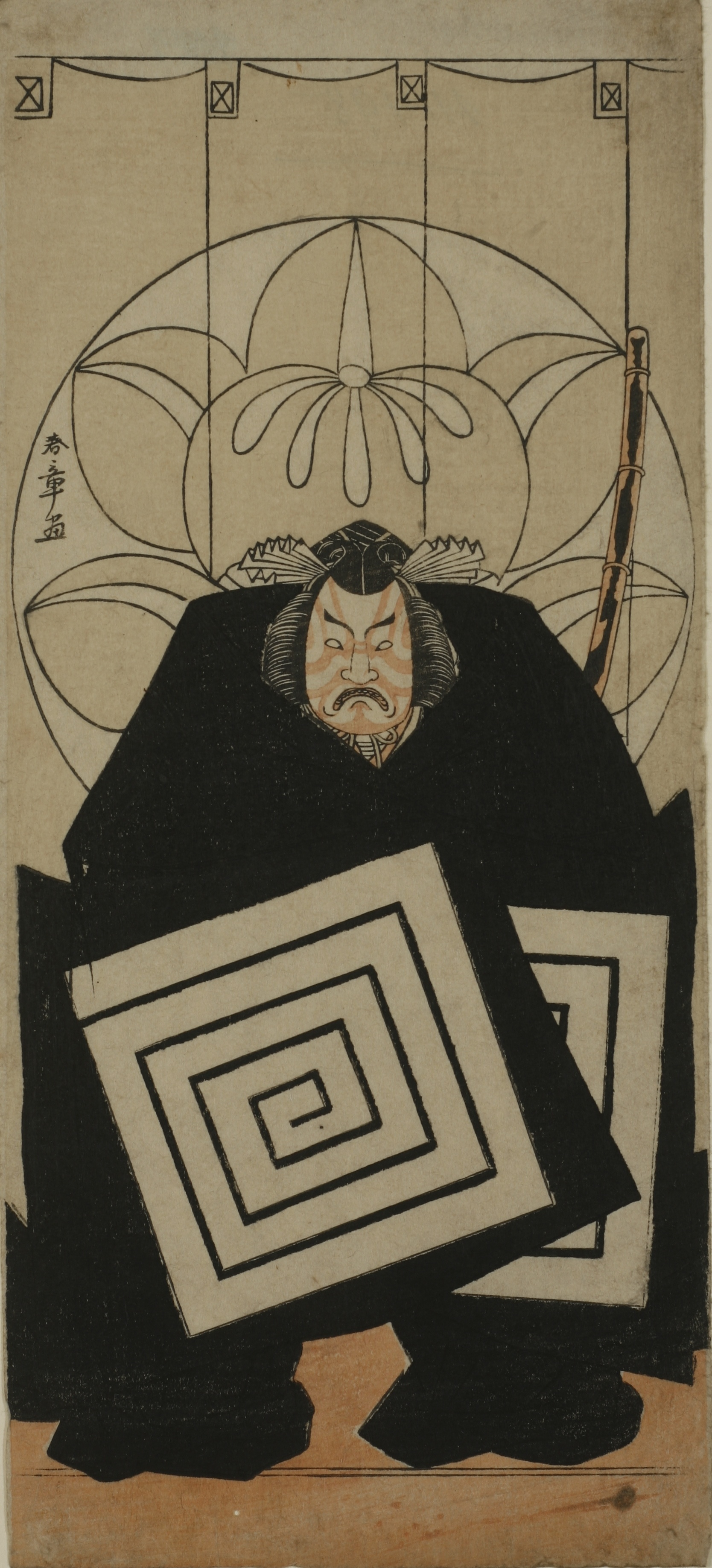
L'acteur Ichimura Uzaemon IX. dans la pièce Shibaraku, gravure de Katsukawa Shunshō 1778

L'école Katsukawa (勝川派, Katsukawa-ha) est constituée d'un groupe d'artistes japonais qui dominent le marché de la gravure sur bois dans le style ukiyo-e des dernières décennies du XVIIIe siècle au début du XIXe siècle et qui sont également peintres à l'occasion.

## L'école

### Fondation
L'école est fondée par Katsukawa Shunshō (1726-1792), qui commence avec Ippitsusai Bunchō (1755-1790) à dessiner d'une nouvelle façon les portraits d'acteurs vers 1765. Contrairement aux gravures précédentes des membres de l'école Torii, les traits des visages des acteurs, Yakusha-e (portraits d'acteurs et de scènes du théâtre Kabuki), sont reconnaissables. Les impressions paraissent vivantes surtout parce que les artistes réussissent, en dépit de tout réalisme, à restituer la personnalité propre à chaque acteur.

### Points forts
Après le départ de Bunchō dans les années 1770, c'est Shunshō, avec ses nombreux étudiants, qui produit sans relâche pendant des dizaines d'années plusieurs milliers de gravures sur bois en couleur, comme autant de documents historiques sur la vie des théâtres d'Edo. On ne connaît que quelques bijinga (images de belles femmes) réalisés par les maîtres de l'école Katsugawa. Par ailleurs, il existe de nombreuses illustrations pour livres, quelques peintures et surimono.
Pendant vingt ans, les membres de l'école Katsugawa dominent de façon incontestée la production de portraits d'acteurs et la représentation de scènes de kabuki à Edo. En 1790, ils commencent à ressentir une sérieuse concurrence dans ce domaine en provenance des représentants de l'école Utagawa dont les productions sont de plus en plus appréciées du public. Vers la fin de la première décennie du XIXe siècle, l'école Katsugawa est devenue insignifiante dans ce domaine. Outre les quelques yakusha-e qui sont conçus par leurs collègues dans les années suivantes, les membres de l'école tiennent encore tête aux représentants de l'école Utagawa pendant deux décennies dans le domaine des sumō-e (portraits de lutteurs sumō), de la représentation des plus intéressantes rencontres de lutte ainsi que dans celui des musha-e, (images de scènes historiques et de célèbres héros). Dans ces deux derniers domaines, ils sont contraints - vers la fin des années 1830 - de s'orienter vers le style de l'école Katsukawa dont les productions sont encore les plus populaires auprès de la clientèle. Seuls trois représentants de l'école, Katsukawa Shuntei II. et III. et Shunzan II., parviennent à poursuivre leurs traditions avec des commandes occasionnelles dans les décennies restantes de l'époque d'Edo et pendant l'ère Meiji. 

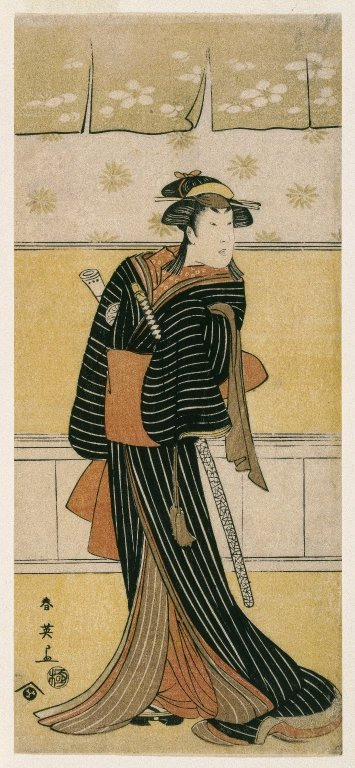
Katsukawa Shun’ei, l'acteur Ichikawa Monnosuke II. dans le rôle de Karigane no Ofumi, vers 1790

### Membres de l'école
L'école tient son nom « Katsukawa »  de Miyagawa Shinsui (宮川春水), qui en 1752 change d'abord son nom en Katsumiyagawa (勝宮川) puis en 1760 en Katsukawa (勝川) Shinsui est stylistiquement proche de l'école Miyagawa (宮川派, Miyagawa-ha, mais c'est pourtant un des maîtres de Shunsho qui a repris de lui le nom mais non le style de l'ancienne école.
L'élève le plus renommé de Shunshō est Katsushika Hokusai, qui sous le nom de Katsukawa Shunrō a appris de lui le métier de dessinateur et de peintre de l'ukiyo-e mais rompt avec l’école après la mort du maître et fonde sa propre tradition de peinture et de dessin.
Les membres de l'école sont classés par ordre alphabétique. Les noms des élèves des maîtres cités auparavant sont indiqués en retrait.
- Katsukawa Shunshō (勝川 春章; 1726–1792)
  - Katsukawa Shunbō (勝川 春卯; actif 1780–1800)
  - Katsukawa Shunchō (勝川 春潮, également écrit 春朝; actif 1780–1795)
  - Katsukawa Shunchō (勝川 春蝶; actif 1790–1800)
  - Katsukawa Shundō I. (勝川 春童, également écrit 春道; actif 1770–1790)
  - Katsukawa Shun’ei (勝川 春英; 1762–1819) 
    - Katsukawa Shundō (勝川 春洞; actif ca. 1795–ca. 1805)
    - Katsukawa Shundō II. (勝川 春童; actif 1805-1830)
    - Katsukawa Shun’en (勝川春艶; actif 1787-95)
    - Katsukawa Shungyoku (勝川春玉; actif 1800-1830)
    - Katsukawa Shunjō (勝川 春常; mort en 1787, actif 1777–1785)
      - Katsukawa Shōju (勝川正壽 (??); actif 1790-1800)

    - Katsukawa Shunkei (勝川 春景; actif 1820-1830)
    - Katsukawa Shunkō (勝川 春幸; actif 1805-1830)
    - Katsukawa Shunkyū (勝川 春久; actif 1800-1830)
    - Katsukawa Shunrin (勝川 春林; actif 1784–1800)
    - Katsukawa Shunrin (勝川 春琳; actif 1820–1830)
    - Katsukawa Shunsai (勝川 春斎; actif 1830–1840)
    - Katsukawa Shunsei (勝川 春青; actif vers 1810)
    - Katsukawa Shunsei (勝川 春清; actif 1820-1830)
    - Katsukawa Shunsen (勝川 春扇; actif vers 1805-20), appelé plus tard Katsukawa Shunkō II. (勝川 春好)
    - Katsukawa Shunsetsu (勝川 春雪; actif 1805-1815)
    - Katsukawa Shunshō II. (勝川 春章; actif 1820–1830)
    - Katsukawa Shuntei I. (勝川 春亭; 1770–1820)
      - Katsukawa Shuntei II. (勝川 春亭; ?-1856)
        - Katsukawa Shuntei III. (勝川 春亭; 1837-1902)

    - Katsukawa Shuntoku (勝川 春徳; actif vers 1790-1820)
    - Katsugawa Shunyō (勝川 春陽; actif 1820-1830)
    - Katsugawa Shunyū (勝川 春雄; actif 1805-1830)

  - Katsugawa Shungyō (勝川 春暁; actif 1780-1840)
  - Katsukawa Shunkaku (勝川 春鶴; actif 1790-1800)
  - Katsukawa Shunko (勝川 春光; actif 1770-1790)
  - Katsukawa Shunko (勝川 春紅; actif 1790-1820)
  - Katsukawa Shunkō I. (勝川 春好, signe aussi Shunō 春翁; 1743–1812)
  - Katsukawa Shunkyoku (勝川 春旭; actif 1775-1800)
  - Katsukawa Shunri (勝川　春里; actif 1780-1800)
  - Katsukawa Shunryū (勝川　春龍; actif 1790-1800)
  - Katsukawa Shunryū (勝川　春柳; actif 1790-1800)
  - Katsukawa Shunrin (勝川 春林; actif 1781–1801)
  - Katsukawa Shunrō I. (勝川 春朗; 1760–1849), appelé plus tard Katsushika Hokusai (葛飾 北斎)
    - Katsukawa Shunrō II. (勝川 春朗; mort en 1817, actif 1785-97), appelé plus tard Utagawa Toyomaru (歌川 豊丸)

  - Katsukawa Shunsen (勝川 春川; actif vers 1780)
  - Katsukawa Shunsen (勝川 春泉; actif 1780–1800)
  - Katsukawa Shunsui (勝川 春水; actif années 1770), appelé plus tard Tamagawa Shunsui (玉川 春水)
  - Katsukawa Shunwa (勝川 春和; actif 1790-1830)
  - Katsukawa Shunzan I. (勝川 春山; actif 1778–1800)
    - Katsukawa Shunzan II. (勝川 春山, ?-1871)

En outre, les artistes suivants, bien qu'ils n'en portent pas le nom, sont également associés à l'école Katsukawa :
- Kinshōdō Sekiga  (金長洞 石賀; actif 1770er-1780er)
- Koikawa Harumachi I. (恋川 春町; 1744-1789)
  - Koikawa Harumachi II. (恋川 春町; actif ca. 1800-1830), appelé plus tard Kitagawa Utamaro II. (喜多川 歌麿)
  - Koikawa Harumasa (恋川 春政?); actif 1800-1820), appelé plus tard Banki Harumasa (晩器 春政)